# El diario de Daniela
El diario de Daniela es una telenovela infantil mexicana grabada en 1998 y 1999, emitido por El Canal de las Estrellas.
Contó con la participación de Yolanda Ventura y Marcelo Buquet (luego cambiado por Gerardo Murguía) como protagonistas adultos, Daniela Luján y Martín Ricca como protagonistas infantiles, con las actuaciones antagónicas de Mónika Sánchez, Odiseo Bichir, David Ostrosky y Roberto Ballesteros, también marca el regreso a la televisión de Gaspar Henaine "Capulina" y la participación especial de Leticia Calderón.
Esta fue la primera telenovela de Rosy Ocampo y también en tener un final en vivo en el Estadio Azteca. Además es la única telenovela de Televisa Niños en incluir dos escenas de muerte violenta: el asesinato de Leonor (ahogada por un sicario mientras buceaba, por medio de la extracción forzosa del suministro de oxígeno), y Lidi atropellada.

## Historia
Daniela Monroy es una niña dulce que vive con su familia compuesta por sus padres Enrique y Leonor, su hermana mayor Adela y su hermano menor Juancho. Ella posee un diario donde escribe todos sus deseos, secretos, ilusiones y sueños. Enrique es el dueño de un teatro, escenario principal de la telenovela, en donde Daniela y su inseparable grupo de amigos se reúnen siempre. Pero la felicidad de Daniela y su familia se rompe abruptamente cuando su madre, la cariñosa Leonor, muere ahogada en un accidente. A partir de aquí la desgracia rondará a la familia Monroy, pues Elena, una mujer hermosa pero inescrupulosa está enfermizamente obsesionada por obtener el amor de Enrique y buscará por todos los medios ser su legítima esposa.
Paralelamente, se desarrolla la historia de otro niño, Martín Linares, un niño guapo e inteligente pero con una familia deshecha. Sus padres, Pepe y Rita, se divorciaron y aunque Pepe, el mejor amigo de Enrique, adora a su hijo no puede visitarlo como quisiera ya que Rita ganó la custodia de su hijo y se volvió a casar con Gustavo, un hombre violento que maltrata a Martin.
A pesar de todas las desgracias, Daniela y Martín viven un inocente amor infantil y lucharán para que la vida vuelva a sonreírles como antes.

## Banda sonora
El 26 de enero de 1999 se lanzó la banda sonora titulada El diario de Daniela a través de la casa disquera Warner Music. La misma recibió certificación de oro en México por parte de AMPROFON por la venta de 75 mil copias. En el año 2000 recibió una nominación a los Grammy Latinos como mejor álbum infantil.

## Elenco
- Yolanda Ventura - Natalia Navarro
- Marcelo Buquet - Enrique Monroy #1
- Gerardo Murguía - Enrique Monroy #2
- Daniela Luján - Daniela Monroy Alarcón
- Martín Ricca - Martín Linares Moreno
- Leticia Calderón -  Leonor Alarcón de Monroy
- Gaspar Henaine "Capulina" - Don Capu
- Monika Sánchez - Elena Ruiz (Villana Principal)
- Odiseo Bichir - Joel Castillo (Villano)
- Anahí - Adela Monroy Alarcón
- Juan Pablo Gamboa -  Pepe Linares
- Marcela Páez - Rita Moreno de Corona
- Amparito Arozamena - Amparito
- María Prado - Doña Emma
- Héctor Hernández - Jaime
- Fernando Torre Laphan - Ángel Corona
- Claudia Vega - Mariana Gómez
- María Alicia Delgado - Eva García
- Eduardo Liñán - Detective Quintana
- Eduardo López Rojas - Pedro Farías
- Manuel Saval - Andrés Zamora
- Roberto Ballesteros - Arturo Barto (Villano)
- David Ostrosky - Gustavo Corona (Villano)
- Jorge Poza - Carlos
- Fernando Colunga - Luis Daniel González
- Michelle Vieth - Laura Fernández
- Patricia Navidad - María González
- Francisco Gattorno - Juan Pérez
- Aracely Arámbula - Rebecca Pérez
- Ana Patricia Rojo - Rocío Torres
- Mariana Huerdo - Tania (Villana)
- Mónica Riestra - Crista de Linares
- Carlos Peniche - Ricky Rey (Villano)
- Paulina de Labra - Flor
- Ehécatl Chávez - Jairo
- Yulyenette Anaya - Lidi Parker
- Isaac Castro - Yuls (El Fantasma)
- Melina Escobedo - Malú Ruiz (Villana Infantil)
- César González - Toby
- Óscar Larios - Chuy
- Christopher Uckermann - Christopher Robin
- Fernando Rodríguez - Sergio (Villano Infantil)
- Alejandro Moreno - Javi
- Odemaris Ruiz - Gina
- Rodrigo Soberon - Juancho Monroy Alarcón
- Fátima Torre - Fátima Gómez
- Yamil Yitani Maccise - Yamil
- Manuel Bermúdez - Sebastián
- Enrique Borja Baena